# NIN (časopis)
NIN (Nedeljne informativne novine) je tednik, ki izhaja v Srbiji.
Prva številka NIN-a je izšla v Beogradu 26. januarja 1935. Po 26-ih številkah so časopis septembra 1935 oblasti prepovedale. Ponovno je začel izhajati 7. januarja 1951 v Beogradu. 26. junija 2008 je izšla jubilejna 3000. številka. Časopis za politična, družbena in kulturna vprašanj je leta 1935 ustanovila skupina intelektualcev, od katerih je bilo veliko članov KPJ. V prvi seriji so jih tiskali v latinici.